# شاهيندا دزداز
شاهيندا دزدار (1906-1946) هي ناشطة فلسطينية في حقوق المرأة. درست في المدرسة الإسلامية للبنات في القدس، والتحقت بجامعة القاهرة. كانت عضوًا مؤسسًا في منظمة النساء الرائدات في جمعية السيدات العربيات في فلسطين عام 1929، وشغلت منصب أمين الصندوق الأول لها. قامت بالتواصل مع منظمات أخرى، وكتبت ونظمت الاحتجاجات والمظاهرات، وألقت خطبًا عامة، وتفاوضت مع المفوض السامي البريطاني، كما حضرت مؤتمر النساء الشرقيات للدفاع عن فلسطين في القاهرة عام 1938. غالبًا من كٌنّ في رواد الحركة النسائية الفلسطينية، كُنّ من فئة النساء المتعلمات حديثًا في الطبقة الوسطى، اللاتي لم يكنّ يرتدين الحجاب وكُنّ يمتلكن تعليمًا غربيًا، لقد ناضلن من أجل تحرير المرأة من أجل المساهمة في نجاح فلسطين الحرة في المستقبل.